# Yoyes (película)
Yoyes es una película de cine española del 2000 dirigida por Helena Taberna, basada en la vida y asesinato de la militante etarra Dolores González Catarain, la primera mujer que ocupó puestos de responsabilidad en ETA.

## Argumento
Yoyes (Ana Torrent) al regreso de su exilio voluntario en México intenta rehacer su vida fuera de ETA y dedicarse al cuidado de su pequeña hija Zuriñe, siempre acompañada del temor a las represalias contra su persona. Se recorre su vida desde que ingresó en la organización en su localidad natal, Ordizia, sus años de militancia y el cambio de sus ideas durante su estancia en Francia, se incide en su desacuerdo con el ataque a objetivos civiles hasta que decide abandonar ETA. Al regresar a su pueblo se verá entre dos frentes, el gobierno español que intenta aprovechar el efecto propagandístico de su reinserción y por otro lado sus antiguos compañeros de ETA que no quieren que cunda el ejemplo de su abandono de la lucha armada. Finalmente deciden matarla y le pegan un tiro delante de su hija durante las fiestas de su pueblo.

## Reparto
Los actores principales son:
- Ana Torrent (Yoyes)
- Ernesto Alterio (Joxean, marido de Yoyes)
- Florence Pernel (Helene)
- Iñaki Aierra (Argi)
- Ruth Núñez (Bego)
- Isabel Ordaz (Ana)
- Juan Jesús Valverde (Ministro del Interior)
- Laura Ballesta (Zuriñe, hija de Yoyes)

## Palmarés

### Festival internacional de cine deMazatlán(México)
| Año  | Categoría                                  | Persona | Resultado |
| ---- | ------------------------------------------ | ------- | --------- |
| 2000 | Gran Premio del jurado a la mejor película |         | Ganadora  |

### XII Festival deViña del Mar(Chile)
| Año  | Categoría                              | Persona        | Resultado |
| ---- | -------------------------------------- | -------------- | --------- |
| 2000 | Premio del jurado a la mejor dirección | Helena Taberna | Ganadora  |
| 2000 | Premio del público a la mejor película |                | Ganadora  |
| 2000 | Premio OCIC a los derechos humanos     | Helena Taberna | Ganadora  |

### XXIX Festival delGramado(Brasil)
| Año  | Categoría                                          | Persona | Resultado |
| ---- | -------------------------------------------------- | ------- | --------- |
| 2000 | Premio a la mejor película latina (jurado popular) |         | Ganadora  |

### XLI Festival internacionalCartagena de Indias(Colombia)
| Año  | Categoría         | Persona | Resultado |
| ---- | ----------------- | ------- | --------- |
| 2000 | Mejor ópera prima |         | Ganadora  |

### Premios de la unión de actores vascos
| Año  | Categoría                  | Persona     | Resultado |
| ---- | -------------------------- | ----------- | --------- |
| 2000 | Mejor actriz vasca de cine | Ana Torrent | Ganadora  |

### Festival de cine deSanto Domingo(República Dominicana)
| Año  | Categoría                                 | Persona     | Resultado |
| ---- | ----------------------------------------- | ----------- | --------- |
| 2000 | Premio del público a la mejor película    |             | Ganadora  |
| 2000 | Premio a la mejor interpretación femenina | Ana Torrent | Ganadora  |

### XVII Semana del cine vasco
| Año  | Categoría                                             | Persona | Resultado |
| ---- | ----------------------------------------------------- | ------- | --------- |
| 2001 | Premio del público a la mejor película vasca del 2000 |         | Ganadora  |

### VI Festival de Cinespaña deToulouse
| Año  | Categoría                                  | Persona         | Resultado |
| ---- | ------------------------------------------ | --------------- | --------- |
| 2001 | Premio del público a la mejor película     |                 | Ganadora  |
| 2001 | Mención especial del jurado de estudiantes |                 |           |
| 2001 | Premio a la mejor actriz                   | Ana Torrent     | Ganadora  |
| 2001 | Premio al mejor actor                      | Ernesto Alterio | Ganador   |

### XII Festival internacional deSan JuanCinemafest
| Año  | Categoría                                             | Persona | Resultado |
| ---- | ----------------------------------------------------- | ------- | --------- |
| 2001 | Premio del público                                    |         | Ganadora  |
| 2001 | Premio del Círculo de Críticos de Cine de Puerto Rico |         | Ganadora  |

### XIII Muestra internacional de Cine y Mujer (Pamplona)
| Año  | Categoría                  | Persona | Resultado |
| ---- | -------------------------- | ------- | --------- |
| 2001 | Premio a la mejor película |         | Ganadora  |

Además, la película ha sido proyectada en más de una decena de festivales, jornadas, ciclos y eventos.